# Harrisburg (Dacota do Sul)
Harrisburg é uma cidade localizada no estado norte-americano de Dakota do Sul, no Condado de Lincoln.

## Demografia
Segundo o censo norte-americano de 2000, a sua população era de 958 habitantes.
Em 2006, foi estimada uma população de 2507, um aumento de 1549 (161.7%).

## Geografia
De acordo com o United States Census Bureau tem uma área de
2,4 km², dos quais 2,4 km² cobertos por terra e 0,0 km² cobertos por água. Harrisburg localiza-se a aproximadamente 435 m acima do nível do mar.

## Localidades na vizinhança
O diagrama seguinte representa as localidades num raio de 20 km ao redor de Harrisburg.